# Papel leptográfico

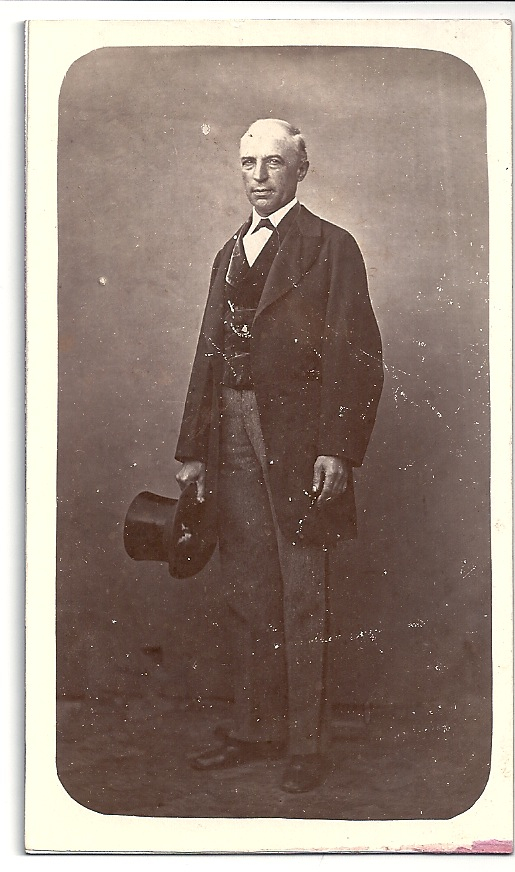
Retrato en papel leptográfico, en el formato tarjeta de visita, entre los años 1866 y 1868. Autor de la fotografía: José Martínez Sánchez. Puede distinguirse que es una copia en papel leptográfico por los arañazos que descubren un fondo blanco (la capa de barita).

El papel leptográfico fue un tipo de papel fotográfico inventado por José Martínez Sánchez y perfeccionado por J. Laurent, para obtener copias en positivo, que patentaron con fines comerciales en 1866.
A mediados del siglo XIX existían procesos que obtenían piezas únicas como el daguerrotipo, pero el nuevo procedimiento del colodión húmedo proporcionaba negativos de calidad, a un precio que no era excesivo, y además permitía obtener copias múltiples al transferir la imagen a un soporte como el papel. El papel más empleado era el preparado con albúmina, pero en la búsqueda de una mayor calidad Laurent y Martínez Sánchez encontraron una forma de preparación del papel que ofrecía diversas ventajas. La novedad fue introducir una capa adicional de sulfato de bario ("barita") entre el soporte y la suspensión, de ese modo una vez seco se disponía de un papel muy estable químicamente, fácil de transportar y almacenar y con una larga duración hasta ser impresionado. El soporte del papel era muy fino y se presentaba en tres modalidades: <ordinario> que sólo llevaba la emulsión sobre papel Saxe, de <semiporcelana> con una capa de sulfato de bario intermedia, y de <porcelana> con una capa de sulfato de bario en ambas caras del papel.
En 1866 se publicaron sus virtudes en diferentes revistas y se formó la Sociedad de leptografía (Société de leptographie) en París, para favorecer su difusión y de ese modo estuvo a punto de desbancar al papel a la albúmina. En noviembre de ese año Laurent y Martínez Sánchez enviaron muestras de este papel a la Sociedad Francesa de Fotografía (SFP) para su evaluación, pero no se valoraron suficientemente las ventajas de este nuevo proceso de obtención de papel. Muchas de las mejoras en los semitonos, entre el blanco y el negro, estaban condicionadas a un empleo adecuado del fijador.
Entre los fotógrafos que emplearon de modo habitual este papel se encontraban Franck y Disdéri. Sin embargo su comercialización no se extendió ampliamente y pocos años después aparecieron los papeles al gelatino bromuro que se impusieron en el mercado, no obstante estos nuevos papeles mantuvieron la capa baritada para la mejora del detalle. El papel leptográfico fracasó comercialmente por su precio más elevado, y también porque las copias se arañaban más fácilmente.
Actualmente se conocen escasos ejemplares de copias en papel leptográfico. En su mayoría se refieren a fotografías en un formato pequeño realizadas en papel <porcelana>, sin embargo se necesitan técnicas de cierta complejidad para distinguir el papel <ordinario> del realizado a la albúmina por lo que podrían existir más copias sin catalogar.
En Madrid, en el Archivo fotográfico Ruiz Vernacci se conservan copias en papel leptográfico, en retratos en formato tarjeta de visita, del estudio de J. Laurent. También se conservan tarjetas estereoscópicas de vistas de obras públicas, en papel leptográfico, en el Archivo Lucio del Valle. Y la Biblioteca Nacional de España igualmente tiene muestras de este tipo de papel fotográfico. En París, la Sociedad Francesa de Fotografía conserva retratos del estudio de Disdéri positivados en diferentes tipos de papel leptográfico.